# Maplewood, Minnesota
Maplewood, Minnesota là một thành phố nằm ở quận Ramsey thuộc tiểu bang Minnesota, Hoa Kỳ. Thành phố có diện tích 46,6  km² với diện tích mặt nước là 1,7  km², dân số theo ước tính năm 2000 của Cục điều tra dân số Hoa Kỳ là 34.947 người.